# Double Rainbow (vidéo virale)

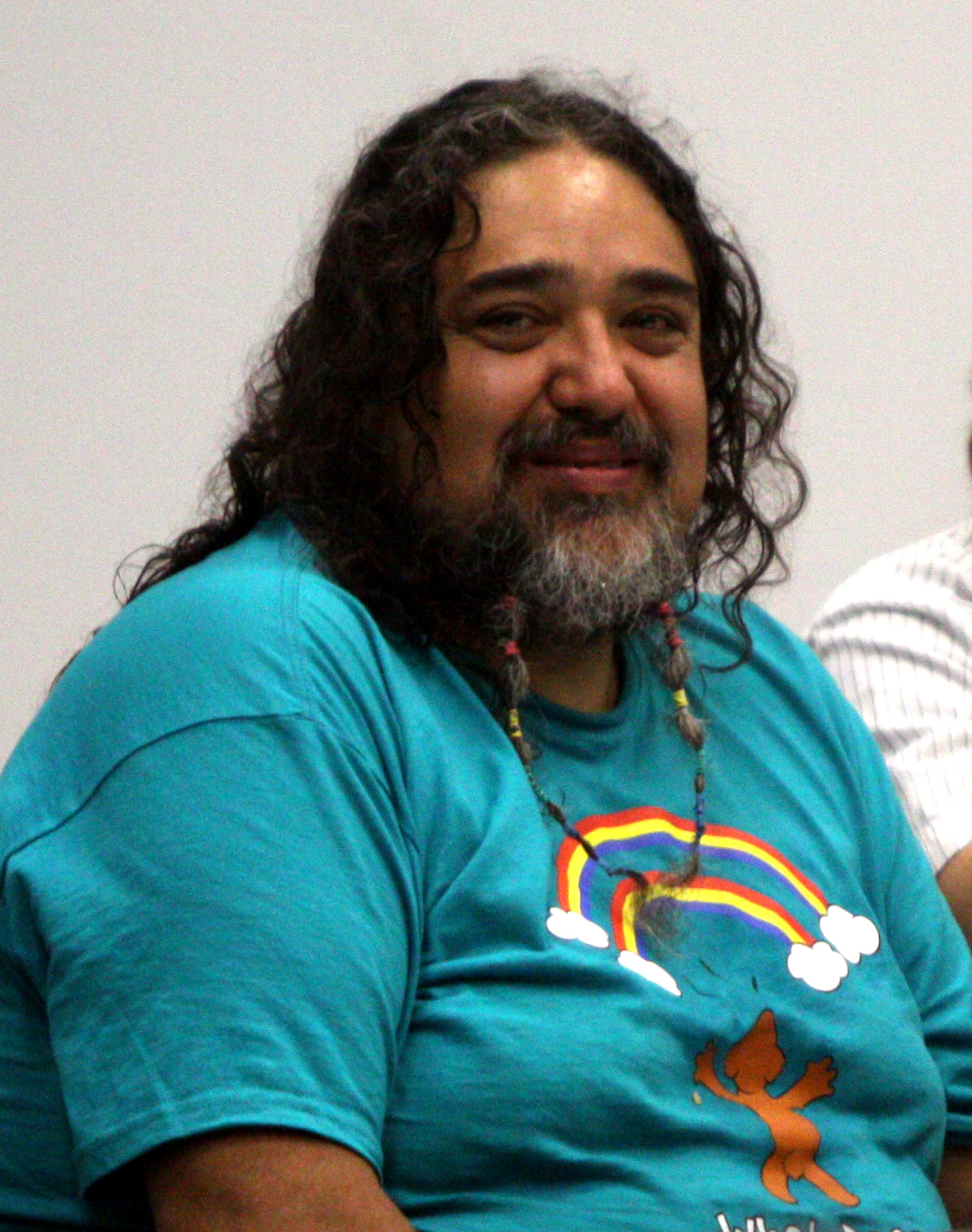
Paul Vasquez en juin 2012.

Vue d'un double arc-en-ciel.

Pour les articles homonymes, voir Double Rainbow.
Double Rainbow (arc-en-ciel double) est une vidéo virale filmée par Paul Vasquez (5 septembre 1962 - 9 mai 2020) et publiée le 8 janvier 2010 sur YouTube. Le clip, filmé de sa cour privée située tout juste en dehors du Parc national de Yosemite, présente sa réaction extatique devant un arc-en-ciel double complet, qu'il décrit notamment comme l'« Œil de Dieu ». Au milieu de 2017, la vidéo dépasse les 44 millions de visionnements sur le site.

## Histoire
Paul Vasquez publie la vidéo sur YouTube lui-même sous le nom de Hungrybear9562 (désormais Yosemitebear62) le 8 janvier 2010. Le 3 juillet, l'animateur Jimmy Kimmel met un lien vers la vidéo sur son compte Twitter, ce qui lui fait dépasser le million de visionnements.
Le 16 juillet, Cable News Network affirme que la vidéo atteint les 4,8 millions de visionnements. Elle vaut une couverture de Vasquez par Tosh.0 (en) et d'autres sources,.